# Bienor
Bienor – centaur w mitologii greckiej.
Był wśród zaproszonych na wesele Lapity Pejritoosa. W czasie wesela jeden z centaurów, Eurytion, chciał uprowadzić pannę młodą, co doprowadziło do wybuchu walki między Lapitami a centaurami. Walka zakończyła się zwycięstwem Lapitów.
Bienor został zabity przez herosa Tezeusza, przyjaciela Pejritoosa.